# 塞文山脉
塞文山脉（法語：Cévennes，法語發音：[sevɛn] ⓘ）是法国中南部的一个山脉，名称来自高卢语。它占据加尔省、洛泽尔省、阿尔代什省和上卢瓦尔省四个省的地区。
塞文山脉是法國中央高原的一部分，西南至东北走向。最高峰高1699米。加爾東河、埃羅河、杜爾比河等源于塞文山脉。十八世纪初曾是卡米撒派的活动地区。
1970年塞文山脉被设立为塞文山国家公园。